# チャンパーサック王国

チャンパーサック王国
ຈຳປາສັກ

1750年のインドシナ半島の勢力分布図

チャンパーサック王国（チャンパーサックおうこく、ラオ語: ຈຳປາສັກ, ラテン文字転写: Champasak）は、現在のラオス南部で18世紀から20世紀にかけて存在していた歴史上の王国。現在のチャンパーサック県を中心とした地域を統治していた。

## 概要
チャンパーサックの地は、古代はチャム族の建てたチャンパ王国の領域であったと推定されるが、その後は長年にわたってラーンサーン王朝の支配下にあった。
1694年にラーンサーン王スリニャ・ウォンサーが死去すると、首都ヴィエンチャンでは王位継承争いが生じたため、王女スマンカラーは3,000人の臣下と共にメコン川を下って逃れ、チャンパーサック在住の高僧であったニョート・ケーオの保護を受けた。これに対し、ラーンサーン王のムアン・チャンはニョート・ケーオ一派の武力排除で対抗しようとしたが、ラーンサーン王朝の弱体化を狙うアユタヤ王サンペット9世の計略もあって、ニョート・ケーオが1713年にチャンパーサックの分離を宣言する事態にいたった。これが、チャンパーサック王国の起源である。
独立宣言後、国王にスマンカラーの長女であるノーカサット（シーサムット）が即位し、1737年のノーカサットの死後は長男のサイニャ・クマーンが王位を継承した。この間、王国は平和が堅持され、その勢力は徐々に拡大されていった。だが、1779年にトンブリー王朝のタークシンがヴィエンチャン王国とルアンパバーン王国に侵攻・制圧すると、チャンパーサックにも軍勢を派遣してきたため、チャンパーサックは他の二国と同様にシャムの属領となった。
1782年にシャムでラーマ1世がチャクリー王朝を樹立すると、チャンパーサック王国はシャムから大幅な自治権を認められるようになった。
1791年、王国ではモン族のシェン・ケーオによる反乱が起き、その最中にサイニャ・クマーンが死亡したが、この反乱はシャム軍により鎮圧された。
バーン・シンターに駐屯していたチャオ・ファイ・ナーが反乱鎮圧の功を認められ、王位に就いた。その後、1813年にサイニャ・クマーンの甥のチャオ・マー・ノーイが王位に就いた。
チャオ・マー・ノーイと副王タンマキッティカの間で権力闘争が勃発したが、シャムによる副王解任で大きな被害はなく混乱は収まった。

1815年、超能力者を自称する僧オン・サーが、住民を扇動してチャンパーサックの王都を占拠するという事件が発生した。
チャオ・マー・ノーイはこの事件がきっかけで逃亡したバンコクで死去し、1819年にヴィエンチャン王チャオ・アヌウォン（セーターティラート3世）の子であるチャオ・ヨーが新しく国王に就いた。チャオ・ヨーは城壁の修復や税制改革などで敏腕を発揮し、名君と謳われたが、1827年に父のアヌウォンが起こしたアヌ戦争に賛同して挙兵したため、タイによって逮捕され、バンコクの獄中で死亡した。
1828年、シャムはアヌウォンの逮捕に功績があったチャオ・フィを王位に就かせたが、シャムの直接支配下に置かれ、これ以降チャンサーパック王は毎年入貢を課されるようになった。チャオ・フィの死後、同じく逮捕に功績のあった弟のチャオ・ナークが王位についた。
チャオ・フィ治下の1837年にチャンパーサックは大火事に見舞われたため、王都をバーン・ヒートホート郊外に転移させた。その後、コティタムトーン治下の1863年に再び遷都が行われ、メコン川西岸、ポーンポックとラコーン寺の間に移された。この時の遷都により作られた都が、今日のチャンパーサックの基礎となっている。
1893年、ラオスをめぐってタイとフランスとの間で仏泰戦争が起こると、フランス軍はタイ軍を圧倒し、仏泰条約に基づいてチャンパーサックの宗主権を獲得した。その後、フランスは1899年にチャンパーサック王国をフランス領インドシナ連邦に正式に編入し、1904年以降のチャンパーサックは直轄植民地という位置づけがなされた。それに伴い、チャンパーサック王家は王としての数多くの特権を奪われた上で、フランス領チャンパーサック県の知事として任命されることとなり、王だったチャオ・ニュイがラーチャナダイと称して職務に就いた（在任：1904年 - 1934年、1941年 - 1945年）。

### その後のチャンパーサック
タイ・フランス領インドシナ紛争の結果、チャンパーサックは1941年にメコン川西岸をタイに割譲された。また、1945年には明号作戦を発動させた日本軍が進駐してフランスの行政機構を解体し（仏印処理）、ラオス王国の独立宣言後は日本軍の司政下に置かれた。だが、第二次世界大戦終結後は再びフランス領となり、タイに割譲された領地も元に戻った。
1945年のラーチャナダイの死後、ルアンパバーン王国を中心に統一ラオスを形成する流れの中で、チャンパーサック家の請求権者であるブン・ウム（家督：1945年 - 1980年）の処遇が問題となった。そこでフランスとルアンパバーン国王シーサワーンウォンは、ブン・ウムに統一ラオスの終身王国総監の地位を与えることでその傘下に組み込んだ。
チャンパーサック家の現在の当主は、ケーオ・ナー・チャンパーサック（家督：1980年 - 現在）である。

## 歴代君主
- ノーカサット（英語版）（シーサムット女王）（在位：1713年 - 1737年）
- サイニャ・クマーン（英語版）（在位：1737年 - 1791年）
- チャオ・ファイ・ナー（英語版）（在位：1791年 - 1811年）
- チャオ・ノー・ムアング（英語版）（在位：1811年）
- チャオ・マー・ノーイ（英語版）（在位：1813年 - 1819年）
- チャオ・ヨー（英語版）（在位：1819年 - 1826年）
- チャオ・フィ（英語版）（在位：1826年 - 1841年）
- チャオ・ナーク（英語版）（在位：1841年 - 1851年）
- チャオ・プア（英語版）（在位：1851年 - 1852年）
- （空位：1852年 - 1856年）
- カム・ニャイ（英語版）（在位：1856年 - 1858年）
- （空位：1858年 - 1862年）
- カム・スック（英語版）（在位：1863年 - 1900年）
- チャオ・ニュイ（英語版）（在位：1900年 - 1904年）

## 参考書籍
- 石井米雄、桜井由躬雄編 編『東南アジア史 I 大陸部』山川出版社〈新版 世界各国史 5〉、1999年12月20日。ISBN 978-4634413504。
- 桐山昇、栗原浩英、根本敬編 編『東南アジアの歴史―人・物・文化の交流史』有斐閣〈世界に出会う各国=地域史〉、2003年9月30日。ISBN 978-4641121928。
- レイ・タン・コイ（ベトナム語版） 著、石澤良昭 訳『東南アジア史』（増補新版）白水社〈文庫クセジュ〉、2000年4月30日。ISBN 978-4560058268。